# 臺北市立文獻館

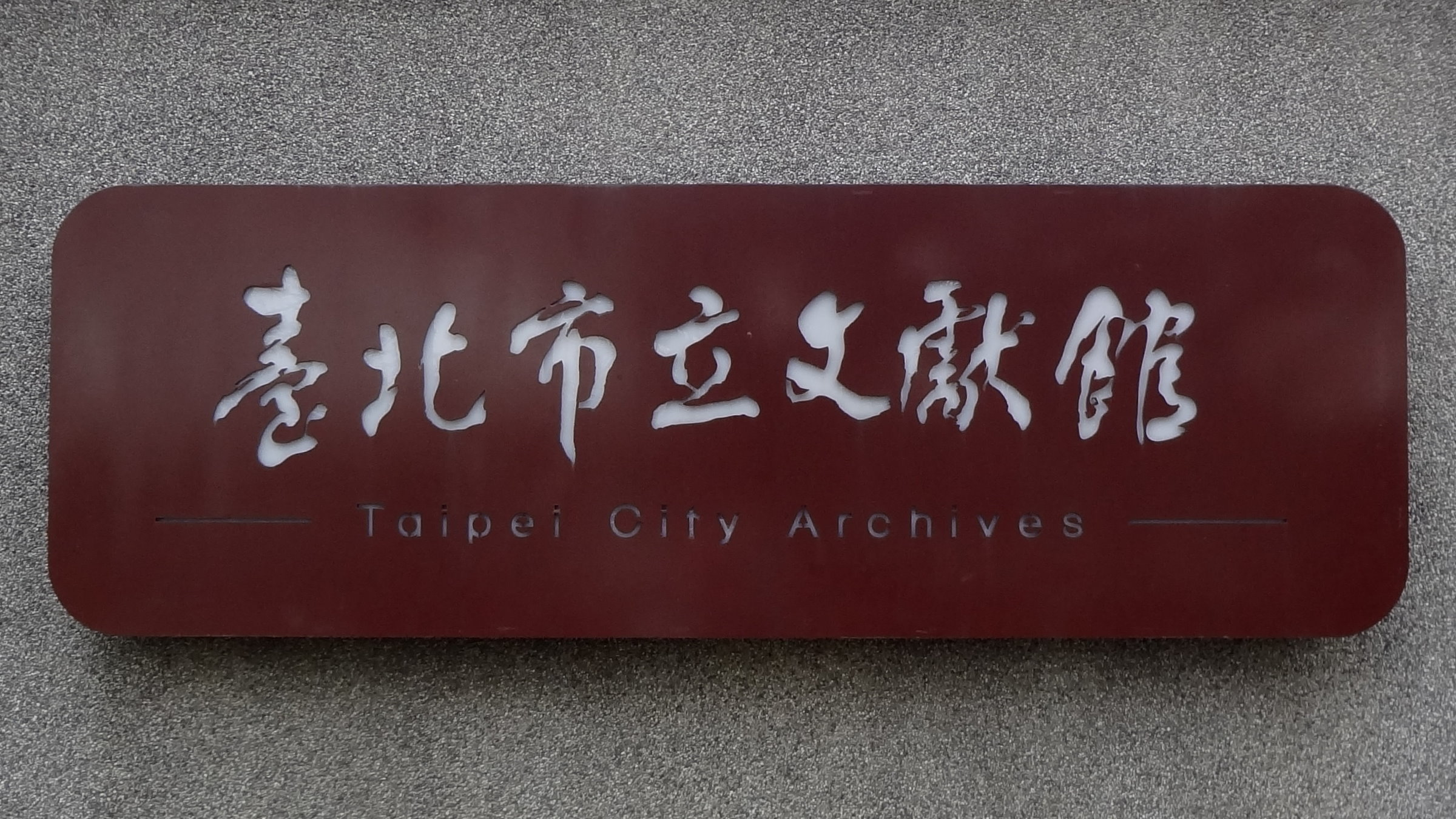
臺北市立文獻館招牌

臺北市立文獻館（英語：Taipei City Archives）為臺北市政府文化局附屬機關，其歷史可追溯到成立於1952年6月的臺北市文獻委員會，主要工作為整理運用臺北市相關歷史文獻與文物，以及有關臺北市的文獻紀錄編纂。

## 歷史

### 臺北市文獻委員會
1952年6月11日，臺北市政府成立臺北市文獻委員會，首任主任委員由臺北市市長吳三連兼任，首任副主任委員由臺北市議會議長黃啟瑞兼任，採委員會制，直屬臺北市政府，會址設於臺北市衡陽路132號。1952年6月21日，臺北市文獻委員會於臺北市議會三樓舉行成立大會。1965年8月21日，臺北市文獻委員會會址遷至臺北市南京東路二段15號5樓。1967年1月2日，臺北市政府發布《臺北市文獻委員會組織規程》。1967年4月，臺北市文獻委員會會址遷至臺北市民權東路85號3至4樓。1967年7月1日，臺北市改制為直轄市，臺北市文獻委員會為臺北市政府一級單位，主任委員由市長兼任，副主任委員由臺北市議會議長兼任。
1970年，臺北市文獻委員會副主任委員改由市長遴聘專家學者兼任。1973年7月，臺北市文獻委員會改隸屬於臺北市政府民政局，為臺北市政府二級機關，主任委員由臺北市政府民政局局長兼任，首任主任委員為楊寶發。1980年7月，臺北市文獻委員會會址遷至臺北市長春路78號7樓。1981年12月，臺北市文獻委員會會址遷移至臺北市青島西路17號2至4樓。
1992年9月24日，臺北市市長黃大洲批准，移撥臺北市中正區青島西路15號2至4樓（國會公園大廈）給臺北市文獻委員會使用。1997年2月，配合臺北市14、15號公園拆遷，臺北市文獻委員會派員前往現場拍照、訪問，並將有關資料照片提供新聞媒體參考。1999年7月14日，臺北市議會第八屆第七次臨時大會第六次會議三讀通過依《臺北市政府文化局組織規程》第九條規定訂定之《臺北市文獻委員會組織規程》，臺北市文獻委員會改隸臺北市政府文化局。1999年8月18日，臺北市政府訂定發布《臺北市文獻委員會組織規程》。1999年11月6日，臺北市文獻委員會正式改隸臺北市政府文化局，主任委員由臺北市政府文化局局長兼任。

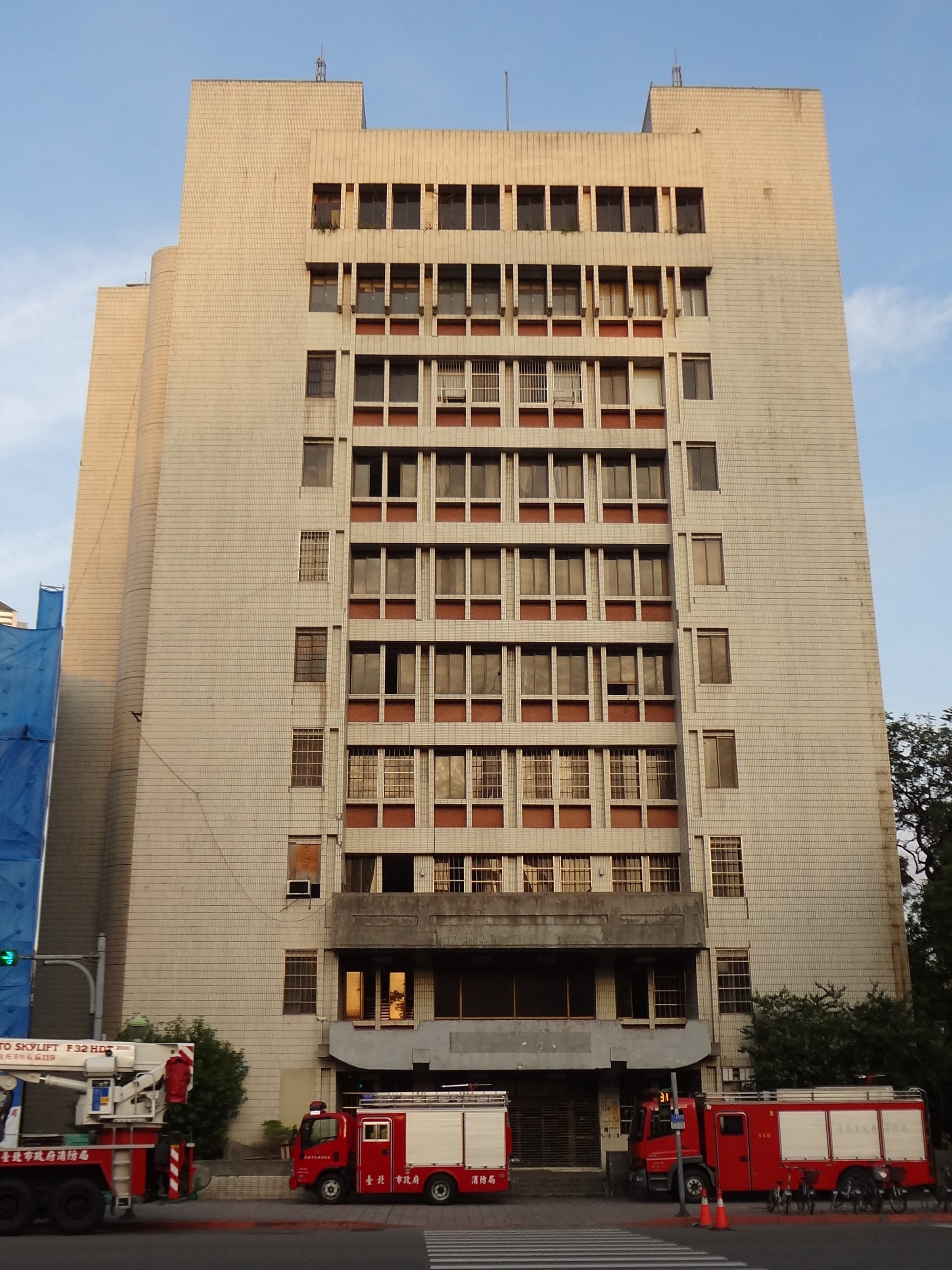
2003年5月19日，臺北市文獻委員會會址遷至建成大樓6至7樓

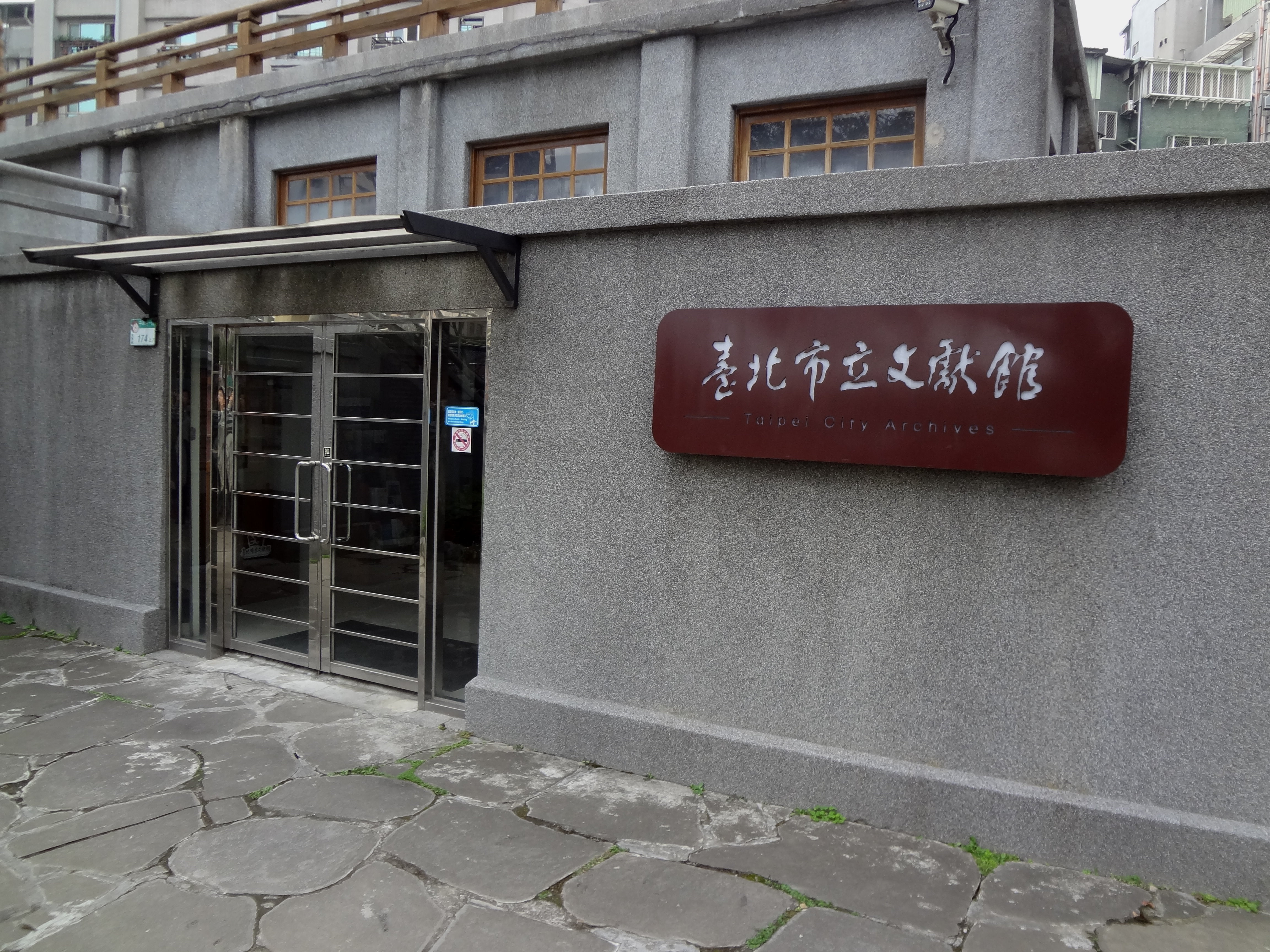
2014年3月15日，臺北市文獻委員會會址遷至西本願寺本堂臺座

2003年5月19日，臺北市文獻委員會會址遷至臺北市大同區承德路二段33號6至7樓（建成大樓）。2009年2月25日，依臺北市政府文化局業務協調分工，原由臺北市政府民政局主政之《文化資產保存法》「民俗及有關文物」登錄等相關業務移交臺北市文獻委員會辦理。2012年4月18日，臺北市政府核定，建成大樓為高氯離子混凝土建築物（海砂屋）。2014年3月15日，臺北市文獻委員會會址遷至臺北市萬華區中華路一段174之1號（西本願寺本堂臺座）。

### 臺北市立文獻館
2015年12月4日，臺北市政府發布《臺北市立文獻館組織規程》。2016年2月2日，臺北市文獻委員會更名為臺北市立文獻館，為臺北市政府二級機關，採首長制，首任館長詹素貞（前臺北市文獻委員會執行秘書）就職，館長下設編纂組及總務組，預算員額14人（館長1人、研究員2人、編纂組5人、總務組6人）。
2017年7月14日，臺北市立文獻館於市長官邸藝文沙龍舉行《續修臺北市志》全套志書發表會，《續修臺北市志》全套志書合計11卷33篇。

## 組織架構
館長室
- 館長
- 研究員

內部單位
- 編纂組：掌理《臺北市志》之纂修，文獻季刊及各種文獻專書之編輯、舉辦口述歷史座談會、臺北市大事記之撰錄、辦理臺灣史蹟研習會、文物及文獻史料展示、臺北市史蹟解說員之培訓及運用、有關機關擬銷毀檔案清冊之選取及處理、圖書及文獻史料之採集、文獻查詢服務及其他臨時交辦等事項。
- 總務組：掌理文書、研考、出納、庶務、印信典守及不屬於編纂組之事項。
- 本會置有研究員、組長、編纂、助理編纂、組員、書記等編制內員額十一人，分別辦理有關業務。會計、人事業務由有關機關派員兼任。

### 引用
1. ↑  國史館臺灣文獻館. . 《國史館臺灣文獻館電子報》第143期. 2016-02-26  [2017-07-04]. （原始内容存档于2018-07-28）. 本館張鴻銘館長於本(105)年2月2日(星期二)參加「臺北市立文獻館揭牌暨館長佈達就職典禮」……臺北市文獻委員會成立於民國41年6月，走過一甲子；自本(105)年2月2日起正式改制為「臺北市立文獻館」，由委員會制修正為首長制，原臺北市文獻會詹素貞執行秘書就職為臺北市立文獻館首任館長。
2. ↑  新聞稿. . 臺北市立文獻館. 2017-07-14  [2017-07-17]. （原始内容存档于2018-07-28）. 歷經將近七年的編纂，完整記錄臺北市自民國71年迄100年、近三十年發展實況的《續修臺北市志》，今（7月14日）日於臺北市長官邸藝文沙龍表演廳舉行全套志書發表會。……《續修臺北市志》全套志書，除《卷首》、《卷尾》及卷一《大事紀》外，共有八志（志各一卷），合計11卷33篇。

## 外部連結
- （繁體中文） 臺北市立文獻館 （页面存档备份，存于）